# Reformierte Kirche Laufenburg

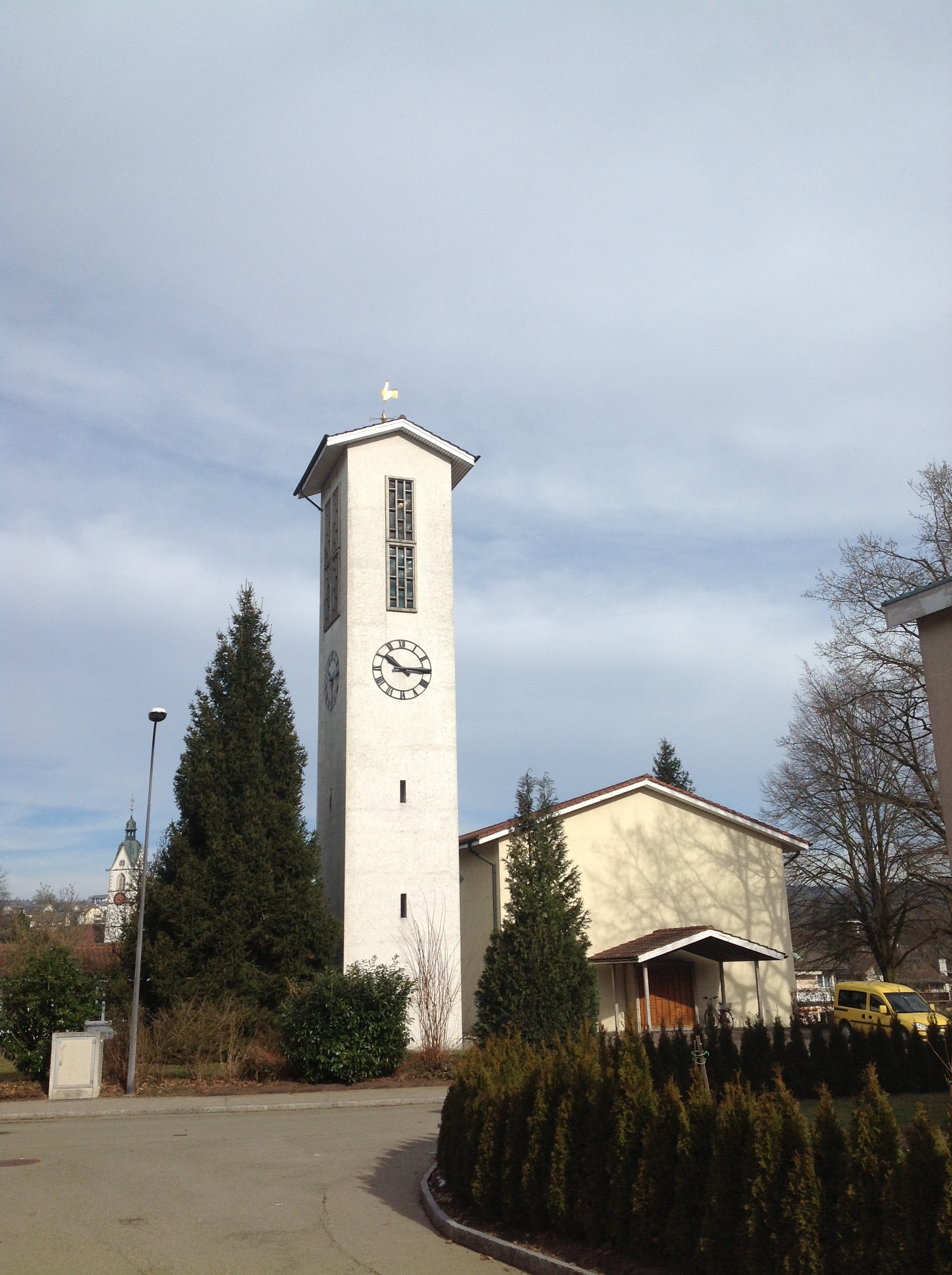
Reformierte Kirche Laufenburg

Die reformierte Kirche Laufenburg  ist die reformierte Kirche in der aargauischen Gemeinde Laufenburg in der Schweiz. Sie wurde 1959 eingeweiht und gehört der reformierten Kirchgemeinde Laufenburg und Umgebung.

## Geschichte
Das Fricktal, zu dem Laufenburg gehört, ist traditionell katholisch. Erst 1843 kamen die ersten Reformierten nach Laufenburg. Diese wurden zunächst vom evangelischen Pfarrer der badischen Schwesterstadt betreut. Aufgrund der Zuwanderung weiterer reformierter Christen in der zweiten Hälfte des 19. und zu Beginn des 20. Jahrhunderts wurde 1917 die reformierte Kirchgenossenschaft Laufenburg und Umgebung gegründet. Nach 1922 durften reformierte Gottesdienste im Gerichtsgebäude der Stadt gefeiert werden. Mit den Jahren wuchs der Wunsch nach einer eigenen Kirche, deren Bau im Jahre 1958 nach Plänen des Badener Architektenbüros Loepfe, Hänni und Haenggli begonnen wurde. Die Einweihung fand am 5. Juli 1959 statt.

## Beschreibung
Die Kirche samt Glockenturm ist Teil eines Gemeindezentrums, zu dem auch das Kirchengemeindehaus und ein Pfarrhaus gehört. Das rechteckige Kirchengebäude ist wie der nach Art eines Campanile frei stehende Kirchturm und die anderen Gebäude mit einem flach geneigten Satteldach bedeckt. Der Turm hat im oberen Bereich auf alle vier Seiten Schallöffnungen für den Glockenklange und darunter jeweils ein Zifferblatt der Turmuhr mit einem Durchmesser von zwei Metern. Auf dem Turmfirst ist ein Wetterhahn angebracht.
In der fensterlosen südöstlichen Stirnwand befindet sich der von einem Vordach geschützte Haupteingang. In den Längsseiten des Kirchensaals sind jeweils vier hochrechteckige klar verglaste Fenster eingelassen. Der Chorraum vorne mit Predigtpult, Abendmahlstisch und Taufstein wird von einem raumhohen Fenster gesondert belichtet. Die holzverschalte Decke des Kirchenraums folgt der Dachneigung de Satteldachs. Die Kirchenbänke aus hellem Holz bieten etwa 200 Sitzplätze.
An der Stirnwand hinter dem Abendmahlstisch befinden sich zwei sehr unterschiedliche Bildgestaltungen. Der Berner Grafiker Werner Christen (1912–1983) gestaltete mit einem raumhohen unbuntem Sgraffito in abstrakter Form das Geschehen auf der Höhe Golgatha. Daneben, aus der Mitte nach links gerückt, hängt seit 1985 ein von einer Gruppe Frauen in freiwilliger Handarbeit geknüpfter Wandteppich in leuchtenden Erdfarben. Er zeigt drei menschliche Silhouetten, die sich dem himmlischen Licht zuwenden, und gestaltet damit die Themen «Ich bin das Licht der Welt» (Joh. 8,12) und «Wo zwei oder drei in meinem Namen versammelt sind, da bin ich mitten unter ihnen.» (Matt. 18,20).

## Glocken
Der Kirchturm ist seit 1959 mit vier Glocken aus der Aarauer Glockengiesserei H. Rüetschi bestückt.
| Glocke | Name             | Gießer  | Schlagton | Inschrift                                                  |
| ------ | ---------------- | ------- | --------- | ---------------------------------------------------------- |
| 1      | Pfingstglocke    | 1442 kg | dis′      | «Jesus Christus gestern und heute und immerdar»            |
| 2      | Osterglocke      | 866 kg  | fis′      | «Christus spricht: Ich lebe und ihr sollt auch leben»      |
| 3      | Passionsglocke   | 620 kg  | g′        | «Siehe, das ist Gottes Lamm, welches für euch gegeben ist» |
| 4      | Weihnachtsglocke | 350 kg  | h′        | «Ehre sei Gott in den Höhen und Friede auf Erden»          |

## Orgel
1961 wurde die Orgel der Orgelbau Kuhn auf der hölzernen Empore im hinteren Teil der Kirche mit 15 Registern auf zwei Manualen und Pedal eingeweiht. 2001 nahm die Herstellerfirma eine Revision vor.